# Хилл, Джимми
Мэттью Джеймс Хилл (англ. Matthew James Hill; род. 31 октября 1935, Каррикфергус, Антрим) — североирландский футбольный полузащитник и тренер.

## Карьера

### Клубная карьера
Во взрослом футболе дебютировал в клубе «Каррик Рейнджерс», где играл до перехода в «Линфилд» в 1953 году. В 1957 году стал игроком клуба «Ньюкасл Юнайтед», но так и не смог построить карьеру в команде, забив два гола в 11 матчах.
В 1959 году перешёл в «Норвич Сити» и помог клубу выйти из Третьего дивизиона. «Норвич Сити» занял четвёртое место во Втором дивизионе в сезоне 1960/61. Клуб одержал победу в финале Кубка Футбольной лиги 1961/62, где Хиллу удалось забить один гол.
В 1963 году перешёл в «Эвертон», но его карьера в клубе так и не состоялась и он сыграл всего семь матчей. В октябре 1965 года стал игроком клуба «Порт Вейл», где забил восемь голов в 68 матчах.
Завершил карьеру футболиста в 1971 году в клубе «Дерри Сити», за который выступал с 1968 года.

### Карьера в сборной
В 1959 году дебютировал в официальных матчах в составе национальной сборной Северной Ирландии. В составе сборной Хилл участвовал в матчах против сборных Уэльса, ФРГ, Шотландии и Испании. Его последний матч в сборной состоялся 20 ноября 1963 года и завершился поражением от Англии.

### Тренерская карьера
В 1968 году Хилл стал игроком и тренером клуба «Дерри Сити», приведя его ко второму месту в чемпионате. В 1971—1972 годах тренировал клуб «Линфилд». В 1988 году возглавил тренерский штаб клуба «Каррик Рейнджерс», оставаясь на этом посту до 1991 года.

## Достижения
«Норвич Сити»
- Обладатель Кубка Футбольной лиги: 1962